# AgroCity – Die Stadt für Afrika
AgroCity – Die Stadt für Afrika. Skizzen zu einer neuen Urbanität ist ein 2016 veröffentlichtes Buch von Al Imfeld. Thema ist die Stadt der Zukunft, geprägt von umfassender Nachhaltigkeit.
Imfeld analysiert verschiedene explodierende (Mega-)Städte in mehreren Ländern südlich der Sahara. Diese Städte haben hauptsächlich ein Verwaltungs- und Handelszentrum, das von – oft vielen – Slums umgeben ist. Ihre Bewohner haben ihr Ackerland verlassen und hoffen auf ein besseres Leben in der Stadt. Auf dem Hintergrund von Imfelds Überlegungen und zahlreichen vertieften Auseinandersetzungen und interdisziplinären Diskussionen entstand ein AgroCity-Konzept, das sich in der praktischen Umsetzung laufend selbst weiterentwickeln wird.

## Einleitung
Um der katastrophalen Ghettoisierung zu begegnen, schlägt Imfeld neue Formen von Städten vor, die ein besseres Leben für ihre Bewohner garantieren – charakterisiert durch eine Mischung von Landwirtschaft und City-Annehmlichkeiten wie Erwerbsmöglichkeiten, Landeigentum als Genossenschaftsmitglied, Schulen, Nachbarschaft, Gesundheitsversorgung, Märkte, Theater, Sport, Tourismus und öffentlicher Verkehr.

AgroCities entstehen als Genossenschaften, sie überwinden traditionelle Trennungen wie Volkszugehörigkeit und Religion. In der AgroCity gibt es nur Fahrzeuge ohne fossile Brennstoffe. Zwei Drittel der Nahrungsmittel kommen aus horizontaler und vertikaler Landwirtschaft der AgroCity, und im Umkreis von etwa 25 km gibt es Selbstversorgung und Lieferverträge. Das weitere Einkommen wird aus dem Handel mit Erzeugnissen aus Werkstatt, Dienstleistungen und natürlichen Ressourcen generiert.

## Grundzüge einer AgroCity
- Genossenschaft, die selber baut (u. a. bauen mit rezykliertem Material)
- Mitverantwortung für Ernährung ab dem Tag der Ankunft
- Primäre Ausbildung durch Nachbarn; Tauschhandel – vertieft durch die Unterstützung verschiedener Spezialisten
- Medizinische Basisversorgung
- Märkte, Sport, Kultur, soziales und religiöses Leben
- Genossenschaftliches Netzwerk

## Elemente von AgroCity
- Genossenschaft als Grundstruktur
- alle Aufgaben durch Einwohner geleistet
- 5'000 bis Maximum 10'000 Einwohner
- Ideale Größe: mindestens 4 km² urbane Fläche
- Vertikale & horizontale städtische Landwirtschaft
- abhängig von lokalen Begebenheiten wie geographische Lage etc.

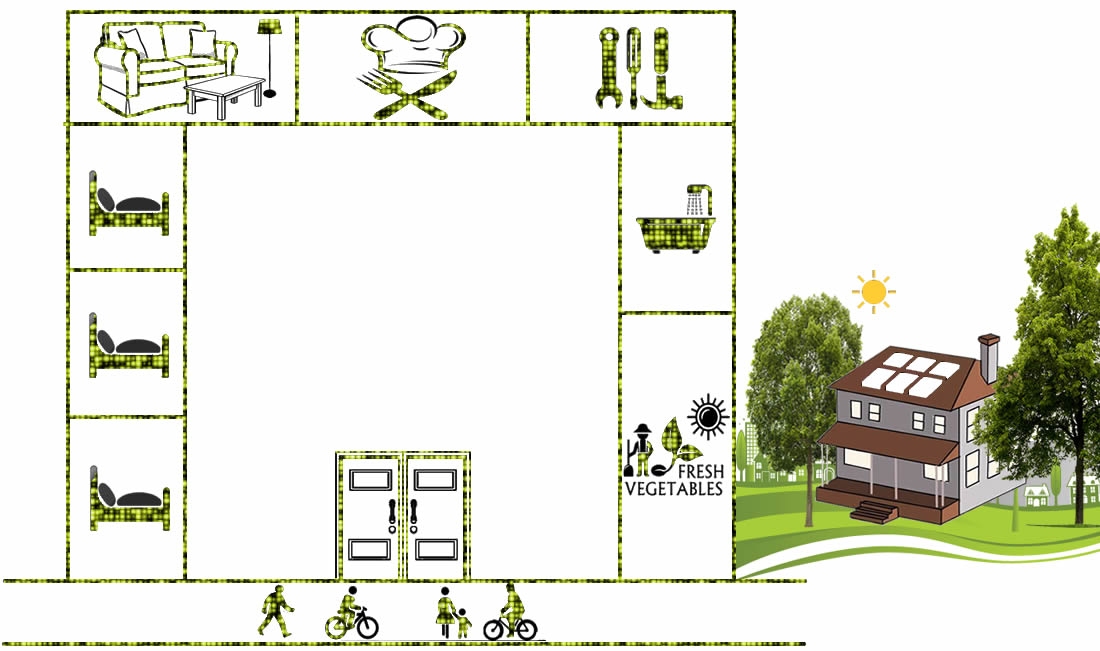
Ideales Zukunfts-AgroCity-Haus

## Ideales Zukunfts-AgroCity-Haus
- Einfamilienhaus mit 700 m² Umschwung
- Fortschreitendes Bauen
- Zusammenleben von 2–3 Generationen
- Bed & Breakfast für Studenten, Touristen, Freunde
- Platz für 5–10 Personen
- Mindestens 8 Schlafzimmer
- Mindestens 2 Badezimmer
- Werkstatt
- Treibhäuser
- Kleintiere

## Regeln der AgroCitizens
- Friedliche Zusammenarbeit, kulturelle Mischung
- Gemeinsame Verantwortung mit kooperativer Eigenverwaltung
- Produktive städtische Bauern ab erstem Tag
- Eigene Häuser selber bauen
- Aus- und Weiterbildung für Kinder und Erwachsene
- Tatkräftig für die Gestaltung von Tools, Produkten für Bauen und Handeln / Dienstleistungen

## AgroCity-Plan
- 5000 bis Maximum 10.000 Bewohner
- Nicht mehr als 1000 Häuser
- Mindestens 4 km² urbane Fläche
- Öffentliche Verwaltung
- Registrierung von Land und Bewohnern
- Öffentliches Notariat der Genossenschaft
- Städtische Landwirtschaft
- Städtische Infrastruktur
- Straßen, Kreuzungen, Plätze, Treffpunkte
- Sportmöglichkeiten
- Spital, Feuerwehr, Polizei, Gericht, Gefängnis
- Friedhöfe
- Solarstrom, Solarkocher und Heizungen
- Trink- und Abwasser mit Rezyklierung in kleinen Kreisläufen (ca. 4 Familien)
- Lokale Abfallverwertung und -entsorgung

## AgroCity-Antriebskräfte
- Neuankömmlinge erhalten als Genossenschafter einen freien Landtitel; ebenso Mikrokredite zur Starthilfe
- Sicherheit, Toleranz, gegenseitige Akzeptanz, multikulturelle, soziale und ökonomische Mischung; Schulung und Schlichtungsstellen der Genossenschaft
- Bau des eigenen Hauses samt einem Gewerbe innerhalb eines Jahres
- Neubeginn, wenn Genossenschafter Bau-/Gewerbebedingungen nicht erfüllen oder wegziehen
- Bauen mit Unterstützung der Nachbarn und permanenter lokaler Baufachmessen
- Fortlaufende technische Unterstützung durch permanente Baufachmesse
- Landkauf für die Genossenschaft durch Lizenzvergaben, Sponsoren, Flüchtlingsrückführungsnationen
- Verlockend für Sponsoren, Wissenschaftler, Touristen, Freunde und Familien

## AgroCity, Ökonomisches
- Produziere Deine eigene Nahrung gemäß den Jahreszeiten und den örtlichen Möglichkeiten.
- Sei innovativ, versuche neue Möglichkeiten und Methoden.
- Verdiene Geld mit Produktionsüberschuss, Dienstleistungen und durch Handel.
- Erbringe Dienstleistungen (B&B, Touristenführungen, Safaris, Darbietungen, Shows, Festivals, Handwerk, Massagen, Nahrung etc.).

## AgroCity, Budget & Finanzierung
- Unterstützung: AgroCity Association (ACA), Verein nach schweizerischem Recht, für Coaching, Zertifizierung.
- Landkauf mit Lizenzeinnahmen, staatlicher und privater Förderung
- Finanzierung Gesundheitswesen, Fachunterstützung durch Tele-Medizin
- Staatliche urbane Infrastruktur für Bildung, Gesundheit, Feuerwehr-, Polizei- und Ambulanzen
- Fortlaufendes Monitoring / Evaluieren, Controlling und Finanztransparenz
- Lokales, nationales und internationales Sponsoring

## AgroCity-Angebot
- Fortlaufende städtische Landwirtschaft – grüner Landwirtschaftsgürtel im Umkreis von 15–25 km
- Lokaler, nationaler und internationaler Handel
- Dienstleistungen, Kultur, Sport
- Wissenschafts- und Privat-Tourismus
- Wasser-Management, Erosions-Controlling, Wiederaufforstung
- Trink- und Gebrauchswasser, Rezyklierung in kleinen Kreisen
- Saubere Luft, Ruhe, Eindämmung der Winderosion
- Lokale Baustoffe und Bau aus Wiederverwertung
- Kulturell verträgliche landwirtschaftliche Produkte (wie Früchte, Gemüse, Kleintiere, Hydrokulturen, Pilze, Sprossen, Würmer), handwerkliche Produkte.
- Ernten, verarbeiten und konservieren von Nahrung
- Think Tanks, Experimente, Forschung, Wettbewerbe, Erfindungen, internationaler Austausch der Resultate
- Wiederaufforstung mit Baumschulen, Versamung in Parzellen mit Schutzzäunen gegen Huferosion und Tierverbiss; Fruchtbäume, Misch-Kulturen, Symbiosen